# Рајмунд Гребл
Рајмунд Гребл (Беч, 12. август 1847 — Беч, 12 мај 1898) био је аустријски адвокат и политичар. Између 1894. и 1895. био је последњи градоначелник Беча из редова либерала.

## Живот
Гребл је похађао гимназију у Бечу, а затим је студирао право на Универзитету у Бечу. Године 1870. докторирао је и радио као адвокат.
Његова политичка каријера почела је 1878. када се придружио либералима. 1880. Гребл је изабран у бечко Општинско веће. Од 1891. служио је као градски већник, а следеће године постао је заменик градоначелника града под Јоханом Приксом. Након Приксове смрти у фебруару 1894. године, Гребл је преузео власт 14. марта 1894. као Приксов наследник.
Као резултат лошег учинка либерала на изборима за локална већа, Гребл је поднео оставку 14. маја 1895. Његов наследник на функцији био је владин комесар Ханс фон Фрибајс.
Почасни гроб Рајмунда Гребла је у Гробљу у Хицингу (група 11, број 118). У овој крипти почива и адвокат и политичар Хајнрих Жак, ујак супруге Рајмунда Гребла Хенријете Габријеле Бејфус (1851—1890).